# Predsednik Predsedstva Zveze komunistov Jugoslavije
Predsednik Predsedstva Zveze komunistov Jugoslavije je bila najvišja politična funkcija v Zvezi komunistov Jugoslavije, ki je bila vladajoča stranka v državi, torej s tem tudi eden najvplivnejših ljudi v Socialistični federativni republiki Jugoslaviji. Položaj predsednika Zveze komunistov Jugoslavije je ob reorganizaciji vodstva leta 1966 zamenjal predhodnega generalnega sekretarja Komunistične partije Jugoslavije. 
Poleg generalnega sekretarja so bili njegovi najožji sodelavci sekretarji centralnega komiteja Komunistične partije. To sta bila že iz predvojnega obdobja vse do leta 1966 Edvard Kardelj in Aleksandar Ranković, nato se jima je po njej pridružil Milovan Đilas (odstavljen 1954), od 1952 sta bila sekretarja še Boris Kidrič († 1953) in Ivan Gošnjak, kasneje še Svetozar Vukmanović, 1964 pa je postal poleg Kardelja in Rankovića (odstavljen 1966) sekretar še Veljko Vlahović, ki se mu je 1966 za kratek čas pridružil Mijalko Todorović. Po reorganizaciji vodstva in ustanovitvi dveh ločenih teles – 35-članskega Predsedstva Centralnega komiteja s predsednikom Titom in 15-članskega Izvršnega komiteja Centralnega komiteja, je sekretar IK Centralnega komiteja Zveze komunistov Jugoslavije Mijalko Todorović postal vezni člen obeh odborov. 1969 je postala funkcija sekretarja novoustanovljenega 15-članskega izvršnega biroja več kot 52-članskega Predsedstva ZKJ rotirajoča, vendar ne za dolgo, saj mu je januarja 1972 izvoljeni Stane Dolanc, ki so mu v začetku večkrat podaljšali enoletni mandat, predsedoval 7 let, od 1974 kot sekretar IK 39-članskega predsedstva centralnega komiteja in zadnje leto samo kot sekretar Predsedstva CK, ki je koordiniral novouvedene izvršne sekretarje predsedstva, ki niso bili člani tega telesa. Po Dolančevem umiku s funkcije leta 1979, je sekretarska funkcija spet postala rotirajoča, vendar z dvoletnim mandatom, ki jo je nazadnje (1988–90) zasedal Štefan Korošec. 
Predsedstvo Centralnega komiteja je od ustanovitve 1966 do smrti 1980 vodil predsednik Zveze komunistov Jugoslavije Tito (od 1974 kot dosmrtni predsednik). Leta 1978 so uvedli predsednika predsedstva Centralnega komiteja, ki ga je do njegove smrti nadomeščal, po njej pa tudi formalno predsedoval kolektivnemu vodstvu Centralnega komiteja in se je menjaval vsako leto. Edini Slovenec na tej funkciji je bil v letu 1982/83 Mitja Ribičič (član Predsedstva do 1986, ko je postal član predsestva Franc Šetinc, a je že 1988 odstopil in zato ni nastopil funkcije sekretarja predsedstva, ki bi mu takrat po vrstnem redu pripadla in namesto njega je postal to omenejni Korošec.  

## Seznam
| Začetek mandata        | Konec mandata    | Ime                                                | Narodnost | Republika (oz. pokrajina) |
| ---------------------- | ---------------- | -------------------------------------------------- | --------- | ------------------------- |
| 23. oktober 1937/38/40 | 4. maj 1980      | Josip Broz Tito                                    | Hrvat     | Hrvaška                   |
| 19. oktober 1978       | 23. oktober 1979 | Branko Mikulić (Titov namestnik)                   | Hrvat     | Bosna in Hercegovina      |
| 23. oktober 1979       | 20. oktober 1980 | Stevan Doronjski (Titov namestnik do 4. maja 1980) | Srb       | Srbija (Vojvodina)        |
| 20. oktober 1980       | 20. oktober 1981 | Lazar Mojsov                                       | Makedonec | Makedonija                |
| 20. oktober 1981       | 29. junij 1982   | Dušan Dragosavac                                   | Srb       | Hrvaška                   |
| 29. junij 1982         | 30. junij 1983   | Mitja Ribičič                                      | Slovenec  | Slovenija                 |
| 30. junij 1983         | 26. junij 1984   | Dragoslav Marković                                 | Srb       | Srbija                    |
| 26. junij 1984         | 25. junij 1985   | Ali Shukrija                                       | Albanec   | Srbija (Kosovo)           |
| 25. junij 1985         | 28. junij 1986   | Vidoje Žarković                                    | Črnogorec | Črna gora                 |
| 28. junij 1986         | 30. junij 1987   | Milanko Renovica                                   | Srb       | Bosna in Hercegovina      |
| 30. junij 1987         | 30. junij 1988   | Boško Krunić                                       | Srb       | Srbija (Vojvodina)        |
| 30. junij 1988         | 17. maj 1989     | Stipe Šuvar                                        | Hrvat     | Hrvaška                   |
| 17. maj 1989           | 17. maj 1990     | Milan Pančevski                                    | Makedonec | Makedonija                |